# Scooter McFadgon
Cornelius McFadgon jr., detto Scooter (Memphis, 6 maggio 1982), è un ex cestista statunitense.
Guardia tiratrice di 196 cm, ha giocato nella Lega Baltica, nella Serie A italiana, nella Liga Nacional argentina e nella Ligue National francese.

## Caratteristiche tecniche
La sua statura gli permetteva di giocare indifferentemente da guardia o ala piccola, era un buon tiratore.

## Carriera
Ha frequentato la Releigh-Egypt high school di Memphis, dove ha totalizzato una media di 21,4 punti e 7,7 rimbalzi. La sua carriera universitaria è durata cinque anni, due alla University of Memphis e tre alla University of Tennessee; la sua stagione migliore è stata la 2003-04 quando, dopo un anno di inattività, ha totalizzato una media di 17,6 punti in 29 partite. A fine dicembre 2005 firma per gli Harlem Globetrotters. Al suo primo anno con Tennessee ha stabilito il record della miglior percentuale nei tiri liberi con almeno 100 tentativi: 91,2, condiviso con Kyle Macy e Travis Ford.
Nel 2006-'07, ha giocato la summer league di Las Vegas con i Washington Wizards e tre gare di preseason con i New Orleans Hornets.
Dal 1º al 26 ottobre è tesserato dai New Orleans Hornets. Tra novembre e dicembre 2006 gioca tre partite nella Lega BBL con il BC Kalev/Cramo.
Dopo un periodo all'Air Avellino, gioca 22 gare con i Bakersfield Jam.
Nell'aprile 2007 si è trasferito nella massima serie italiana, vestendo la maglia dell'Orlandina Basket. Ha esordito in Serie A il 25 aprile 2007 segnando 17 punti in Capo d'Orlando-Montegranaro 75-84.
Successivamente gioca a Portorico (con i Grises de Humacao), ancora alla summer league di Las Vegas (con i Memphis Grizzlies), in NBA Development League (ancora con Bakersfield, da novembre 2007), in Venezuela (con i Gaiteros del Zulia, solo ad aprile 2008) e in Ucraina (con il Basket Poltava fino a dicembre). È stato in prova, senza firmare, al Pizza Express Primetel Apollon (a Cipro). Ha poi vestito le maglie di Deportes Castro (Cile) e Barako Bull Energy Boosters (Filippine).
Dopo aver giocato per il Quilmes Mar del Plata in Argentina e la preseason della NBA Development League 2010-'11 con gli Austin Toros, si è trasferito al JA Vichy fino a gennaio 2011.

## Statistiche
Statistiche aggiornate al 30 giugno 2010
| Stagione | Squadra              | Competizione | Partite | Partite | Partite | Statistiche tiro | Statistiche tiro | Statistiche tiro | Altre statistiche | Altre statistiche | Altre statistiche | Altre statistiche | Altre statistiche |
| Stagione | Squadra              | Competizione | Pres.   | Titol.  | Minuti  | Tiri da 2        | Tiri da 3        | Liberi           | Rimb.             | Assist            | Rubate            | Stopp.            | Punti             |
| --- | -------------------- | ------------ | ------- | ------- | ------- | ---------------- | ---------------- | ---------------- | ----------------- | ----------------- | ----------------- | ----------------- | ----------------- |
| 2000-2001 | Memphis Tiges        | NCAA         | 34      |         |         | 104/261          | 29/81            | 79/102           | 112               | 45                | 15                | 4                 | 316               |
| 2001-2002 | Memphis Tiges        | NCAA         | 36      |         |         | 118/311          | 51/137           | 71/83            | 148               | 64                | 30                | 4                 | 358               |
| 2003-2004 | Tennessee Volunteers | NCAA         | 28      |         |         | 147/373          | 65/171           | 134/147          | 123               | 56                | 16                | 0                 | 493               |
| 2004-2005 | Tennessee Volunteers | NCAA         | 26      |         |         | 125/319          | 45/135           | 77/93            | 105               | 49                | 18                | 6                 | 372               |
| nov.-dic. '06 | BC Kalev/Cramo       | BBL          | 3       |         | 55      | 5/15             | 6/11             | 0                | 5                 | 4                 | 1                 | 0                 | 28                |
| gen.-apr. '07 | Bakersfield Jam      | NBA D-L      | 22      | 17      | 673     | 154/328          | 4/15             | 98/109           | 65                | 54                | 18                | 1                 | 410               |
| apr. '07-'07 | Upea Capo d'Orlando  | Serie A      | 3       | 0       | 52      | 10/16            | 3/14             | 6/6              | 4                 | 0                 | 0                 | 0                 | 35                |
| nov. '07-apr. '08 | Bakersfield Jam      | NBA D-L      | 48      | 31      | 1621    | 299/651          | 9/43             | 162/187          | 177               | 98                | 28                | 4                 | 769               |
| dic. '10-gen. '11 | J.A. Vichy           | Pro A        | 3       | 0       | 49      | 9/23             | 1/6              | 1/3              | 2                 | 0                 | 1                 |                   | 20                |
| Totale carriera |                      |              |         |         |         |                  |                  |                  |                   |                   |                   |                   |                   |
| Nota: per la NBA, la WNBA e la NCAA, la colonna "Tiri da 2" comprende la somma dei tiri dal campo (tiri da 2 + tiri da 3). |                      |              |         |         |         |                  |                  |                  |                   |                   |                   |                   |                   |

## Palmarès
- National Invitation Tournament: 1
Memphis Tigers: 2002